# Roberto Poggiali
Roberto Poggiali (* 16. April 1941 in Florenz) ist ein ehemaliger italienischer Radrennfahrer und nationaler Meister im Radsport.
1962 wurde Roberto Poggiali Italienischer Meister im Straßenrennen der Amateure. Er fuhr für Italien die Tour de l’Avenir 1962, die er auf dem 19. Platz beendete. Im Jahr darauf trat er zu den Profis über. Seine größten Erfolge waren Siege bei der Tour de Suisse 1970 mit einem Vorsprung von 1:03 Minuten auf Louis Pfenninger sowie bei der Flèche Wallonne (1965). Bei der „Flèche“ schlug er Felice Gimondi, Tom Simpson sowie Eddy Merckx, der bei diesem Rennen sein Profi-Debüt gab. Auch kleinere Rennen wie die Coppa Sabatini (1971), den Giro del Lazio (1974), den Giro del Friuli (1975) und den Giro dell’Umbria (1976) konnte er für sich entscheiden.
Zwischen 1963 und 1978 nahm Poggiali 15-mal am Giro d’Italia teil. Seine beste Platzierung war der achte Platz im Jahre 1965. Dreimal startete er ohne herausragenden Erfolg bei der Tour de France und je einmal bei der Vuelta a España (1968) und der Belgien-Rundfahrt. Nach der Italien-Rundfahrt 1978 trat er vom Radsport zurück.
Roberto Poggialis bester Freund war der dänische Rennfahrer Ole Ritter, den er aus Gefälligkeit sogar einmal beim Critérium van Cléguerec im Département Morbihan unter dessen Namen „vertreten“ haben soll, da sich Ritter an diesem Tag zu erschöpft fühlte.